# Den offentlige røst
Den offentlige røst er en dansk eksperimentalfilm fra 1988, der er instrueret af Lejf Marcussen. Filmen er prisbelønnet over hele verden.

## Handling
En rejse ind i kunstens og arkitekturens verden. Udgangspunktet er den belgiske surrealist Paul Delvaux' billede »Den offentlige røst«, som kameraet zoomer ind og ud. To former for kunstsyn dukker frem: den anvendte magi (det formålsrettede) og grundmagien (det spørgende og undrende). Billederne forandrer sig for tilskueren, og der er såvel Leonardo da Vinci og Wilhelm Freddie at genkende.